# IQAir
IQAir — швейцарская компания-производитель систем очистки воздуха.

## История
В 1963 году, в Германии, братья Манфред и Клаус Хаммесы создали один из первых воздушных фильтров для домашних угольных печей, предназначающийся для очистки воздуха от сажи. Вскоре Манфред, будучи больным хронической астмой, заметил, что после установки изобретённого ими фильтра, у него сократилось количество приступов зимой. В течение 1960-х и 1970-х годов Клаус Хаммес продолжал приспосабливать фильтр для других систем отопления, таких как радиаторы, обогреватели и устройства принудительного воздушного отопления и охлаждения. В 1982 году он перенес штаб-квартиру компании в Швейцарию.
В начале 1990-х годов Фрэнк Хаммес, сын Клауса, присоединился к семейному бизнесу. После сотрудничества с компанией Mercedes-Benz над созданием салонного фильтра для легковых автомобилей, Фрэнк обратил внимание на возможность использования очистителей воздуха с принудительным вентилятором. Так, он начинает развивать новый вид устройств очистки воздуха медицинского назначения. Совместно с группой швейцарских и немецких инженеров в течение четырех лет Фрэнк работал над этим проектом. И весной 1998 года была выпущена первая система HealthPro Plus. Первоначально этот очиститель воздуха был доступен только в Европе и Азии, но в 2000 году стал доступен и в США. В 2001 году к семейному бизнесу присоединился второй сын Клауса Хаммеса — Йенс, расширяющий IQAir в Азии и на Ближнем Востоке.

## Деятельность
Во время вспышки атипичной пневмонии в Гонконге в 2003 году орган управления государственными медицинскими учреждениями Гонконга «Hospital Authority» выбрал портативные очистители воздуха IQAir. В исследовании, опубликованном в журнале «Hospital Infection» сообщили, что очиститель воздуха IQAir Cleanroom H13 снижает количество MRSA в больничных палатах. Другое исследование, проведенное в Сингапуре «General Hospital» и опубликованное в Американском журнале инфекционного контроля в 2010 году показало, что использование очистителей с HyperHEPA фильтрами снижает распространение аспергиллёза на 50 %. В России также проводились различные клинические исследования продукции IQAir, в результате которых был доказан положительный эффект.
В 2004 году компания IQAir начала сотрудничество с ТВ-шоу на канале ABC «Extreme Makeover: Home Edition», где устанавливали свои системы очистки воздуха в домах семей с проблемами со здоровьем. В первом своем эпизоде IQAir установили систему в доме девочки со слабой иммунной системой из-за произведенной трансплантации сердца. С тех пор IQAir принимал участие в 9 главных выпусках, когда было необходимо создать чистый и здоровый воздух внутри помещений.
На Олимпиаде в Пекине в 2008 году IQAir представляла команду сборной США. Олимпийский комитет попросил компанию обеспечить очистку воздуха для спортсменов в жилых помещениях в Олимпийской деревне и на главном учебном заведении в Китае.
На данный момент продукты компании подразделяются на 4 категории: портативные комнатные очистители воздуха (с 1998 года), портативные лазерные счетчики частиц (с 2000 года), HVAC-очистители (с 2006 года)
 и крупные коммерческие системы очистки (с 2013 года).
Компания является обладателям ряда профессиональных наград, среди которых награды за «Лучший очиститель воздуха» от Штифтунг Варентест (1998) и Финского института гигиены труда (2012), награды «Лучшая покупка» американских журналов «Reviewboard Magazine» и «Consumers Digest» и др.